# 孔德湖
62°31′5″N 34°13′35″E / 62.51806°N 34.22639°E
孔德湖（俄语：Кондозеро），是俄羅斯的湖泊，位於該國西北部，由卡累利阿共和國負責管轄，長5.3公里、寬1.8公里，面積2.8平方公里，海拔高度62米，集水區面積32.5平方公里，平均水深4.7米，最大水深10.5米。